# Tennessee
Il Tennessee è uno Stato degli Stati Uniti d'America (sigla TN). La sua capitale è Nashville, che è anche la città più popolosa. Il Tennessee è conosciuto come Volunteer State, soprannome adottato durante la Guerra del 1812 in cui soldati volontari provenienti da questo Stato ebbero un ruolo importante specialmente durante la Battaglia di New Orleans

## Geografia fisica
Il Tennessee è uno Stato del sud-est degli Stati Uniti, compreso tra le latitudini 35°N e 36°41'N, tra il fiume Mississippi ad ovest e i Monti Blue Ridge ad est. Confina con ben 8 Stati: Arkansas e Missouri ad ovest, Kentucky e Virginia a nord, Carolina del Nord ad est e Mississippi, Alabama e Georgia a sud.
Il fiume Tennessee, dal quale prende il nome, attraversa lo Stato da nord a sud lungo il bordo orientale e, dopo aver percorso un lungo tratto nell'Alabama, taglia nuovamente il Tennessee, questa volta nella parte occidentale, da sud a nord, per poi attraversare il Kentucky e concludere la sua corsa nel fiume Ohio. Le tre zone dello Stato che si vengono ad individuare (quella ad est del fiume Tennessee, quella compresa tra i due rami dello stesso che attraversano lo Stato e quella ad ovest) dividono il territorio in Tennessee orientale, centrale e occidentale. Tale divisione è riconosciuta a livello costituzionale e presenta caratteri di omogeneità geografica e culturale.
Il Tennessee orientale è caratterizzato da una zona montuosa al confine con la Carolina del Nord dove si trova la catena delle Blue Ridge Mountains che appartiene ai Monti Appalachi, e raggiunge i 2025 m s.l.m. (Clingmans Dome). Spostandosi verso ovest si aprono diverse fertili vallate formate dai tanti affluenti del fiume Tennessee, che qui ha origine, e il cui fondovalle demarca il confine con il Tennessee centrale. Questa è una regione pianeggiante caratterizzata ad est dall'Altopiano del Cumberland che si trova a circa 500 m s.l.m.
Procedendo verso ovest vi è il cosiddetto bacino centrale o bacino di Nashville, al centro del quale si trova appunto la capitale dello Stato, che presenta un terreno pianeggiante e molto fertile. Infine, tra i fiumi Tennessee e Mississippi si trova il Tennessee occidentale, caratterizzato da altitudini molto modeste, terreno pianeggiante o collinare e, in alcune zone lungo il Mississippi, anche paludoso.
Nel Tennessee ci sono 11 aree sotto il controllo dell'amministrazione dei parchi nazionali, fra i quali spicca il parco nazionale delle Great Smoky Mountains, uno dei parchi più frequentati degli Stati Uniti e 54 parchi statali, a salvaguardia soprattutto del grande patrimonio forestale di questo Stato.

## Storia
Il territorio appartenne politicamente alla Louisiana francese, finché dal 1763 divenne parte delle terre gestite dagli Inglesi, che di fatto lo acquisirono dalle "Sei Nazioni Indiane" nel 1768. Negli anni settanta del XVIII secolo ci fu una forte immigrazione di coloni organizzata dalla "Watanga Association". Nel 1776 con l'indipendenza fu annesso dalla Carolina del Nord (Washington District). Nel 1790 fu costituito come territorio a sud del fiume Ohio con capitale Knoxville e il 1º giugno 1796 entrò nell'Unione degli Stati Uniti d'America come sedicesimo Stato.

In quanto stato schiavista, nella Guerra di secessione americana si schierò con gli Stati Confederati d'America.

## Origini del nome
Il nome del Tennessee deriva probabilmente da due villaggi di nativi americani visitati da alcuni esploratori europei a quasi due secoli di distanza. Nel 1567 lo spagnolo Juan Pardo giunse a Tanasqui, mentre nel 1725 dei commercianti britannici giunsero a Tanasi, con la possibilità che possa essere lo stesso di due secoli prima. Questi diedero il nome all'omonimo fiume e poi allo stato, ma ci sono delle dispute sul significato del termine. Si ipotizza che sia una modifica Cherokee di una parola yuchi e tra i significati sono stati proposti "luogo d'incontro", "fiume tortuoso", o "fiume dalla grande curva".

## Economia
Secondo l'ufficio di analisi economica degli Stati Uniti, nel Tennessee il Prodotto interno lordo prodotto nel 2006 è stato di 226.502 milioni di dollari, facendo del Tennessee la diciottesima economia nella nazione. Nel 2003, il reddito medio pro capite era di $28.641, al trentaseiesimo posto nella nazione.
I settori produttivi più importanti per l'economia dello Stato sono l'industria tessile, le coltivazioni di cotone, gli allevamenti di bestiame e la produzione di energia elettrica.

## Società

### Evoluzione demografica
Stando alle stime del 2021 la popolazione del Tennessee era così suddivisa:
- Bianchi - 78,2%
  - Ispanici - 6,1%
- Neri - 17%
- Nativi americani o dell'Alaska - 0,1%
- Asiatici - 2%
- Nativi delle Hawaii e delle isole del Pacifico - 0,1%

### Città
La città più popolosa è Nashville.
Al 2021 queste erano le prime 10 città del Tennessee per numero di abitanti:
1. Nashville, 708 490
2. Memphis, 634 139
3. Knoxville, 189 339
4. Chattanooga, 180 353
5. Clarksville, 163 518
6. Murfreesboro, 148 970
7. Franklin, 81 531
8. Johnson City, 69 521
9. Jackson, 67 753
10. Hendersonville, 60 628

### Religioni
|                           |                           |  |     |     |
| ------------------------- | ------------------------- |  | --- | --- |
| Evangelicalismo           | Evangelicalismo           |  | 52% | 52% |
| Altri protestanti         | Altri protestanti         |  | 13% | 13% |
| Protestanti afroamericani | Protestanti afroamericani |  | 8%  | 8%  |
| Cattolicesimo             | Cattolicesimo             |  | 6%  | 6%  |
| Mormonismo                | Mormonismo                |  | 1%  | 1%  |
| Testimoni di Geova        | Testimoni di Geova        |  | 1%  | 1%  |
| Altri cristiani           | Altri cristiani           |  | 1%  | 1%  |
| Ebraismo                  | Ebraismo                  |  | 1%  | 1%  |
| Islam                     | Islam                     |  | 1%  | 1%  |
| Altri                     | Altri                     |  | 2%  | 2%  |
| Non affiliati             | Non affiliati             |  | 14% | 14% |

## Infrastrutture e trasporti

### Aeroporti
I grandi aeroporti nel territorio dello stato sono l'Aeroporto Internazionale di Nashville, l'Aeroporto Internazionale di Memphis, l'Aeroporto McGhee Tyson a Knoxville, il Chattanooga Metropolitan Airport, e l'aeroporto regionale Tri-Cities. L'aeroporto internazionale di Memphis è uno dei principali hub per la FedEx, la più grande ditta di trasporto aereo di merci.

### Ferrovie
Dyersburg e Memphis sono servite dalla compagnia Amtrak della Città di New Orleans sulla sua linea tra Chicago e New Orleans.

## Sport
Le società del Tennessee che partecipano al Big Four (le quattro grandi leghe sportive professionistiche americane) sono:
- Tennessee Titans (con sede a Nashville), NFL
- Memphis Grizzlies, NBA
- Nashville Soccer Club, MLS
- Nashville Predators, NHL
- Tennessee Volunteers baseball, NCAA Division I

Nello Stato non è presente alcun team nel campionato di baseball MLB, anche se si sta facendo strada l'idea di estendere il numero di squadre da 30 a 32 e permettere anche alla città di Nashville di avere una squadra di baseball professionistica.